# Jens Kramer Mikkelsen
Jens Kramer Mikkelsen (født 16. december 1951) Director of Urban Development i NREP. Han er tidligere administrerende direktør i Udviklingsselskabet By & Havn I/S, der udvikler arealerne i Ørestad, Københavns Havn og Nordhavnen samt står for havnedriften i Københavns Havn. Før det var han adm. direktør for Ørestadsselskabet I/S, der stod for anlæg og drift af Københavns Metro samt for planlægningen og udviklingen af Ørestad.
I den brede befolkning er Jens Kramer Mikkelsen nok mest kendt som socialdemokratisk overborgmester i Københavns Kommune fra 1989 til 2004. Her var han samlet set medlem af Københavns Borgerrepræsentation i 26 år: 1978-2004.
Igennem årene har Jens Kramer Mikkelsen besiddet en lang række tillidsposter. Han har bl.a. været formand for Amager Strandpark, Øresundskomiteen, Civilforsvaret for København og Københavns Kulturbyfond. Derudover har i forskellige perioder blandt andet været bestyrelsesmedlem i bl.a. Elkraft, HT, Bella Center A/S og Zoo København. 
Jens Kramer Mikkelsen blev i 2010 Ridder af Dannebrog.

## Baggrund
Født 16. december 1951 på Østerbro i København. Hans far, Ove Kramer Mikkelsen, var laborant på Landbohøjskolen. Hans mor, Tove Kramer Mikkelsen, var både kontoruddannet og udlært som skrædder. Jens Kramer Mikkelsen var sammen med sin fire år yngre bror, politikeren Lars Kramer Mikkelsen, den fjerde generation af socialdemokrater i familien. Jens Kramer Mikkelsen har tre børn. 

## Erhvervskarriere
Jens Kramer Mikkelsen er uddannet på Statsseminariet på Emdrupborg i 1976. Siden arbejdede han som matematiklærer på Grundtvigskolen i København frem til han blev overborgmester i København i 1989.
Da han i november 2004 trak sig fra jobbet som overborgmester, var det for umiddelbart efter at begynde som adm. direktør i Ørestadsselskabet I/S, som i 2007 blev afløst af Udviklingsselskabet By & Havn I/S, hvor han i dag ligeledes fungerer som adm. direktør.
Både Ørestadsselskabet og By & Havn har haft til opgave at stå for udviklingen af nye bydele – hovedsageligt i Ørestad og Nordhavnen. Her medvirker salget af grunde til at finansiere bygningen af Københavns Metro. Derudover står By & Havn for driften af havnen via datterselskabet Copenhagen Malmö Port.
Udbygningen af Ørestad begyndte i midthalvfemserne efter en arkitekt-konkurrence i og er nu halvvejs færdig. Blandt de mest markante bygningsværker i den sydlige del af Ørestad er de prisbelønnede byggerier 8tallet, VM Bjerget samt indkøbscenteret Field's. I den nordlige del finder man bl.a. DR-Byen samt Københavns Universitet. Samlet regner man med, at området kommer til at huse boliger til 20.000 mennesker, når det er fuldt udbygget.
Nordhavnen er det største af By & Havns havnearealer, og det område med de største udvidelsesplaner. Den nye opfyldning bliver på i alt 100 hektar, hvilket svarer til en fordobling af det nuværende areal, eller at Københavns Kommune bliver 1 % større arealmæssigt ved opfyldningen. Her er tanken at bygge med en ligelig blanding af bolig og erhverv, så der bliver plads til 40.000 beboere og 40.000 arbejdspladser.
Som direktør for By & Havn har han bl.a. været fortaler for at bygningen af Metroens cityring kommer til at inkludere en udbygning med en sidearm til Nordhavnen.

## Politisk karriere
Jens Kramer Mikkelsen blev valgt ind i Borgerrepræsentationen i Københavns Kommune i 1978 for Socialdemokraterne. Her var han blandt andet formand for Byplan- og Trafikudvalget.
Da han i 1989 blev overborgmester, overtog en by med mange problemer: Arbejdsløshed, sociale problemer, stagneret byggeri og børnefamiliernes flugt til forstæderne. I slutningen af 1980'erne var hovedstaden på falittens rand, fordi de gode skatteborgere forlod byen, og de ressourcesvage blev tilbage. "Kramer vil se kraner" blev det sagt om overborgmesteren, og det gik gradvist i opfyldelse i løbet af hans periode. Det lykkedes ham at få Folketinget til at vedtage loven om den ny satellitby Ørestad, at få anlagt Københavns Metro og at få gang i byggeriet, særligt ved havnen.
Traditionen tro var også Kramer Mikkelsen formand for Københavns Havn, der indtil 2004 var et privat selskab. Københavns Havn tabte den 16. august 2004 sagen mod Staten om ejerskabet til havnen. Dermed kom havnen på Statens hænder. I overborgmesterens tid var havneaktiviteterne aftagende, og havnen blev derfor et lukrativt ejendomsselskab i stedet. I 1990'erne solgte havnen ud af sine grunde, der i begyndelsen overvejende blev bebygget med kontorbyggeri, og nogle af resultaterne, bl.a. Københavns Frihavn og Kalvebod Brygge, blev mødt med kritik for at være udtryk for en privatisering af tidligere offentligt tilgængelige områder og en lukning af adgangen til havnen. Ikke blot havnen, men også kommunen kom gradvist på fode igen, og ved udgangen af Kramers embedstid var kommunens økonomi genoprettet.
I Kramer Mikkelsens periode blev de ca. 20.000 kommunale lejeboliger solgt til beboerne som andelsboliger via selskabet TOR I/S. Der er delte meninger om denne politik.
København var europæisk kulturby i 1996 under navnet Kulturby 96. I den forbindelse stod kommunen bl.a. for en renovering af Rådhuspladsen og opførelse af busterminalen (der nu vil blive fjernet i 2010 pga. den kommende Metro-cityring).
I 2000 besluttede Københavns Borgerrepræsentation, anført af Kramer Mikkelsen, at sælge Ungdomshuset til frikirken Faderhuset. Denne beslutning kædes til tider fejlagtigt sammen med Ritt Bjerregaards efterfølgende embedstid, men på grund af flere opsættende sager i retssystemet blev lukningen af Ungdomshuset først effektureret i hendes tid, og beslutningen var således ikke hendes.
Slutningen af Kramers embedsperiode blev præget af uheldige sager. I 2000 blev lederen af Københavns Ungdomscentre (KUC) Poul-Erik Oppelstrup beskyldt for at have blandet sin privatøkonomi sammen med KUCs ved at bruge et KUC-kreditkort til at betale private regninger med. Samme år blev Poul-Erik Oppelstrup og tre andre bestyrelsesmedlemmer meldt til politiet for bedrageri, fordi de havde brugt foreningens kreditkort til private formål. Sagen blev af pressen døbt "KUC-skandalen". Alle pengene blev dog betalt tilbage, og politiet opgav at rejse tiltale. Sagen var dog med til at skabe opmærksomhed om andre problemer i KUC og mange års kritiske revisionsprotokollater, som Økonomiforvaltningen under overborgmesteren i syv år var blevet gjort opmærksom på. Laue Traberg Smidt blev valgt til ny formand, men også han måtte gå efter få uger, da det i pressen blev afsløret, at han havde stået bag økonomiske uregelmæssigheder i tidligere bestyrelser. Der blev omsider skabt ro ved valget af Kirsten Stallknecht til ny formand.
I foråret 2004 blev Jens Kramer Mikkelsen kritiseret for ikke at have opfyldt et offentligt fremsagt løfte. Han modtog i maj 2001 Mæglerprisen fra Ejendomsmæglernes Fond på 50.000 kroner, og ved prisoverrækkelsen udtalte overborgmesteren, at han ville give pengene videre til hjemløse i København. Det skete imidlertid aldrig, og pengene blev i stedet brugt på en privat rejse til Australien. I 2001 modtog han i øvrigt også prisen som Årets Politiker af Dansk Erhvervssammenslutning.
Kramer Mikkelsen offentliggjorde mandag den 7. juni 2004 at han ikke ville genopstille til kommunalvalget i 2005, men fortsætte valgperioden ud (til 1. januar 2006). 
27. september 2004 meddelte Jens Kramer Mikkelsen imidlertid, at han pr. 15. november 2004 ville udtræde af Borgerrepræsentationen (og dermed nedlægge hvervet som overborgmester) for at blive administrerende direktør i Ørestadsselskabet. Denne afgang blev yderligere fremskyndet af, at Borgerrepræsentationen skulle behandle en låneansøgning fra Ørestadsselskabet, hvorfor Kramer var inhabil. Fire partier opfordrede derfor overborgmesteren til at gå af før tid. Herefter blev Hellen Hedemann fungerende overborgmester, før Lars Engberg overtog overborgmesterposten.
Jens Kramer Mikkelsen opnåede 26.126 personlige stemmer ved Kommunalvalget i 1997 og 27.417 personlige stemmer ved kommunalvalget i 2001.

## Tillidsposter
- 2018 - 	Bestyrelsesmedlem, ENIGMA - Museum for post, tele og kommunikation
- 2010 - 	Bestyrelsesformand for FN-Byen P/S [7]
- 2010 - 	Bestyrelsesformand for Komplementarselskabet FN-Byen ApS
- 2010 -	Formand for Copenhagen Goodwill Ambassador Corps’ Advisory Board
- 2010 -	Formand for Sankt Annæ Gymnasium (næstformand siden 2007)
- 2009 - 	Medlem af bestyrelsen i DGI-byen, formand for DGI
- 2009 -	Medlem af repræsentantskabet i Wonderful Copenhagen
- 2008 - 	Medlem af bestyrelsen i Københavns Havns Pensionskasse
- 2007 -	Medlem af BRFkredits repræsentantskab
- 2006 - 	Bestyrelsesformand for Dansk Fitness & Helse Organisation (DFHO)
- 2006 -	Bestyrelsesformand for Vesterbro Ungdomsgård
- 2004–2007	Formand for bestyrelsen i Ørestadsparkering A/S
- 2003-2005	Formand for bestyrelsen af Amager Strandpark
- 2000-2004	1. næstformand for Hovedstadens Udviklingsråd
- 1994-2004	Formand for Øresundskomiteen
- 1994-2004	Medlem af bestyrelsen for Lærernes Pension
- 1994-2000	Medlem af bestyrelsen for Copenhagen Capacity
- 1993-2004	Næstformand for bestyrelsen for Ørestadsselskabet
- 1992-1997	Formand for Københavns Kulturbyfond ’96
- 1992-1994	Medlem af repræsentantskabet for ATP
- 1990-2004	Medlem af bestyrelsen for Pensionskassen PKS
- 1990-2000	Medlem af bestyrelsen for Hovedstadsområdets Trafikselskab
- 1989-2004	Medlem af bestyrelsen for Københavns Havn, næstformand 1993, formand 2000-2004
- 1989-1992	Formand for Civilforsvaret for Storkøbenhavn
- 1989-2000	Medlem af bestyrelsen for København Zoo
- 1989-2004	Medlem af bestyrelsen for Bella Center A/S
- 1989-2000 	Medlem af bestyrelsen for Elkraft a.m.b.a.
- 1989-1998	Formand for Centralkommunernes Transmissionsselskab CTR
- 1986-1994	Næstformand for Københavns Idrætspark
- 1985-1990	Medlem af Hovedstadsrådet
- 1973- 1978	Formand for DSU-Østerbro, medlem af hovedbestyrelsen 1974-1978

## Hædersbevisninger
- 2001 – Mæglerprisen, Ejendomsmæglernes Fond.[8]
- 2001 – Årets politiker, Dansk Erhvervssammenslutning (DESA).[9]
- 2004 – Blandt verdens 11 bedste borgmestre, kåret af internetmagasinet City Mayor.[10]
- 2010 – Ildsjæleprisen, tildelt af Øresundsbron.[11]
- 2010 – Ridder af Dannebrog.[12]